# Sabrina J. Kirschner

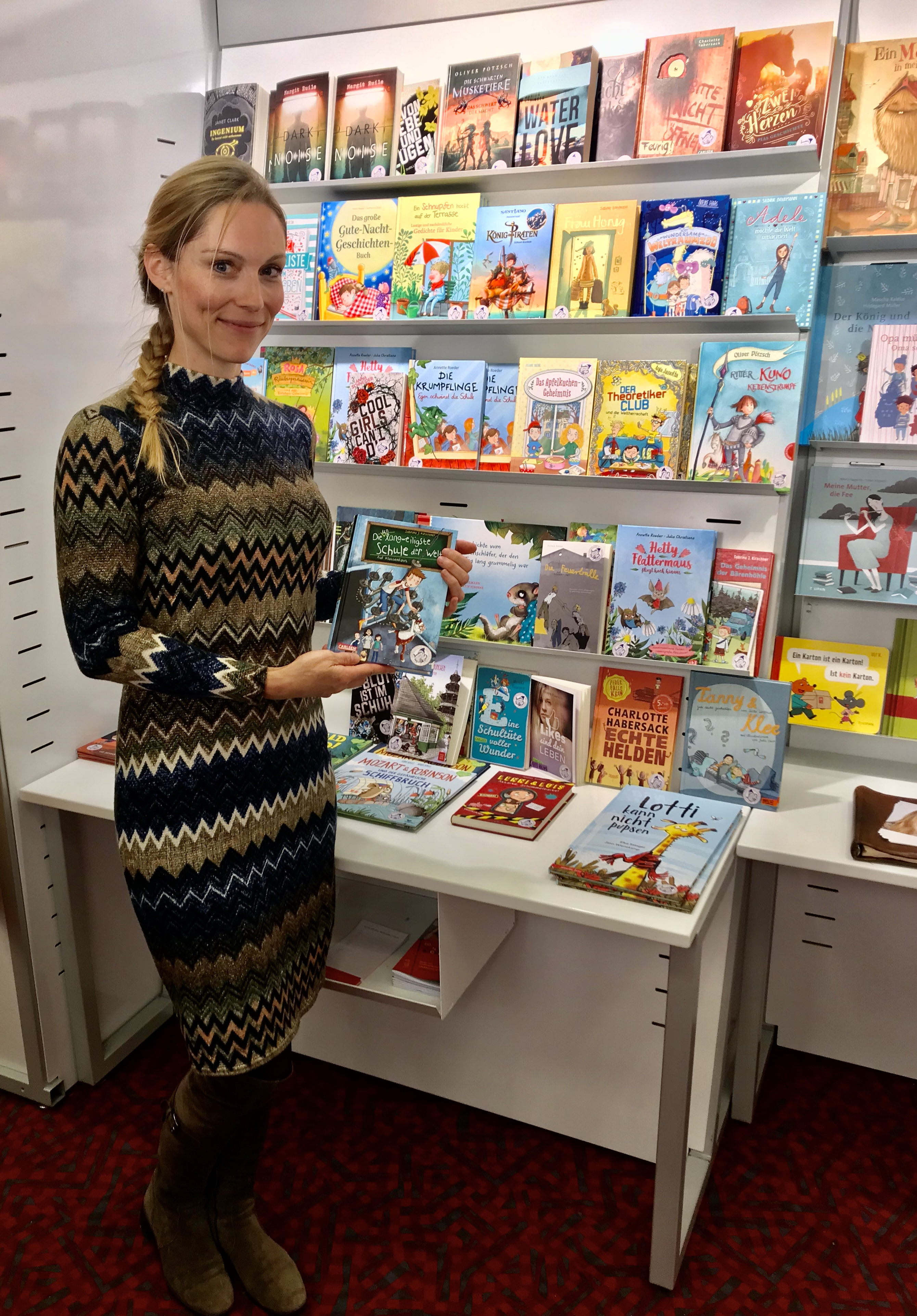
Sabrina J. Kirschner bei der Münchner Bücherschau (2019)

Sabrina J. Kirschner (* 1984) ist eine deutsche Drehbuch- und Romanautorin. Sie wurde mit der Kinderbuchreihe Die unlangweiligste Schule der Welt bekannt.

## Leben
In Freiburg im Breisgau aufgewachsen, studierte sie zunächst BWL an der European Business School und Film an der Cass Business School in London. Schon damals entdeckte sie ihre Liebe zum Schreiben und entschied sich im Anschluss zu einem Zweitstudium der Englischen Literatur und des Kreativen Schreibens an der London Metropolitan University.
Ihr Kinderbuchdebüt Botzplitz – Ein Opa für alle Fälle erschien 2016 im Gerstenberg Verlag und wurde für Publikumspreise nominiert, darunter die Kalbacher Klapperschlange und der Schweizer Prix Chronos. Seit Juli 2017 erscheint im Carlsen Verlag die Abenteuerreihe Die unlangweiligste Schule der Welt, die sich bis Ende 2019 eine knappe viertel Millionen Mal verkaufte und deren Hörbuchversion 2019 auf der Spiegel-Bestsellerliste landete. Ihre beiden Romane Zwei Herzen – Eine Pferdeliebe wurden 2019 veröffentlicht.

## Auszeichnungen
Im Jahre 2019 wurde das Kinderbuch Die unlangweiligste Schule der Welt – Auf Klassenfahrt mit der Nordstemmer Zuckerrübe ausgezeichnet.

## Verfilmung
Die Filmrechte zur Buchreihe Die unlangweiligste Schule der Welt wurden an die Berliner Filmproduktionsfirma Storming Donkey Productions vergeben. Im September 2021 übernahm das Medienboard Berlin-Brandenburg die Filmförderung des Stoffes. Sabrina J. Kirschner schrieb das Drehbuch zum Kinofilm, Ekrem Ergün führte Regie.
Die Dreharbeiten mit Max Giermann, Felicitas Woll und Serkan Kaya in den Hauptrollen wurden im Oktober 2022 abgeschlossen. Kinostart war am 26. Oktober 2023 im Verleih von Tobis Film.

## Engagement
Seit Oktober 2022 ist Kirschner Botschafterin der Gesellschaft für Mukopolysaccharidosen e. V. und engagiert sich für Menschen, die von den seltenen Erkrankungen der Mukopolysaccharidose, der Alpha-Mannosidose und Mukolipidose betroffen sind.

## Veröffentlichungen
Botzplitz – Ein Opa für alle Fälle
- Das Geheimnis der Bärenhöhle, Gerstenberg, Hildesheim, 2016, ISBN 978-3-8369-5898-1
- Das Rätsel um den Goldenen Ring, Gerstenberg, Hildesheim, 2017, ISBN 978-3-8369-5952-0
- Die Jagd nach dem Katzenbaron, Gerstenberg, Hildesheim, 2017, ISBN 978-3-8369-5601-7

Die unlangweiligste Schule der Welt
- Auf Klassenfahrt, Carlsen, Hamburg, 2017, ISBN 978-3-551-65391-8
- Das geheime Klassenzimmer. Carlsen, Hamburg, 2017, ISBN 978-3-551-65392-5
- Die entführte Lehrerin. Carlsen, Hamburg, 2018, ISBN 978-3-551-65393-2
- Zeugnis-Alarm!. Carlsen, Hamburg, 2018, ISBN 978-3-551-65394-9
- Duell der Schulen, Carlsen, Hamburg, 2019, ISBN 978-3-551-65395-6
- Geisterstunde, Carlsen, Hamburg, 2020, ISBN 978-3-551-65396-3
- Der Schüleraustausch, Carlsen, Hamburg, 2021, ISBN 978-3-551-65397-0
- Das Klassentreffen, Carlsen, Hamburg, 2022, ISBN 978-3-551-65398-7

Zwei Herzen – Eine Pferdeliebe
- Pias Geschichte, Carlsen, Hamburg, 2019, ISBN 978-3-551-65229-4
- Maries Geschichte, Carlsen, Hamburg, 2019, ISBN 978-3-551-65230-0

Das Buch der (un)heimlichen Wünsche
- Auf Safari, Carlsen, Hamburg, 2022, ISBN 978-3-551-65326-0

Story World
- Das Amulett der Tausend Wasser, Loewe, Bindlach, 2022, ISBN 978-3-7432-0939-8